# Luka Lipošinović
Luka Lipošinović (ur. 12 maja 1933 w Suboticy, zm. 26 września 1992 w Zagrzebiu) – były jugosłowiański piłkarz występujący podczas kariery zawodniczej na pozycji napastnika w klubach: Dinamo Zagrzeb i LASK Linz oraz w reprezentacji Jugosławii. Uczestnik IO 1956 i mistrzostw świata 1958.
W reprezentacji zadebiutował 26 września 1954 w meczu z Saarą (5:1).